# Reserva Natural de Ropka-Ihaste
A Reserva Natural de Ropka-Ihaste é uma reserva natural localizada no Condado de Tartu, na Estónia.
A área da reserva natural é de 791 hectares.
A área protegida foi fundada em 1991 para proteger o Lago Aardla e os seus arredores. Em 2014 a área protegida foi designada como reserva natural.